# Enciso (La Rioja)
Enciso ist ein Ort und eine nordspanische Gemeinde (municipio) mit 170 Einwohnern (Stand: 2024) im Osten der Autonomen Gemeinschaft La Rioja. Neben dem Hauptort Enciso gehören die Ortschaften und Weiler Navalsaz, Poyales und El Villar sowie die Wüstungen Garranzo, La Escurquilla, Las Ruedas de Enciso und Valdevigas zur Gemeinde.

## Lage und Klima
Die Gemeinde Enciso liegt ca. 40 km (Fahrtstrecke) südsüdöstlich von Logroño am Cidacos in einer Höhe von ca. 815 m. Das Klima ist gemäßigt bis warm; Regen (ca. 683 mm/Jahr) fällt übers Jahr verteilt.

## Bevölkerungsentwicklung
| Jahr      | 1970 | 1981 | 1991 | 2001 | 2011 | 2021 |
| Einwohner | 253  | 202  | 188  | 170  | 163  | 171  |

Infolge der Landflucht als Folge der Mechanisierung der Landwirtschaft ist die Zahl der Einwohner seit Beginn des 20. Jahrhunderts deutlich gesunken.

## Sehenswürdigkeiten
- paläontologische Fundstätten in Enciso, Valdecevillo und Virgen del Campo
- Burgruine von Enciso
- Marienkirche in Enciso
- Peterskirche

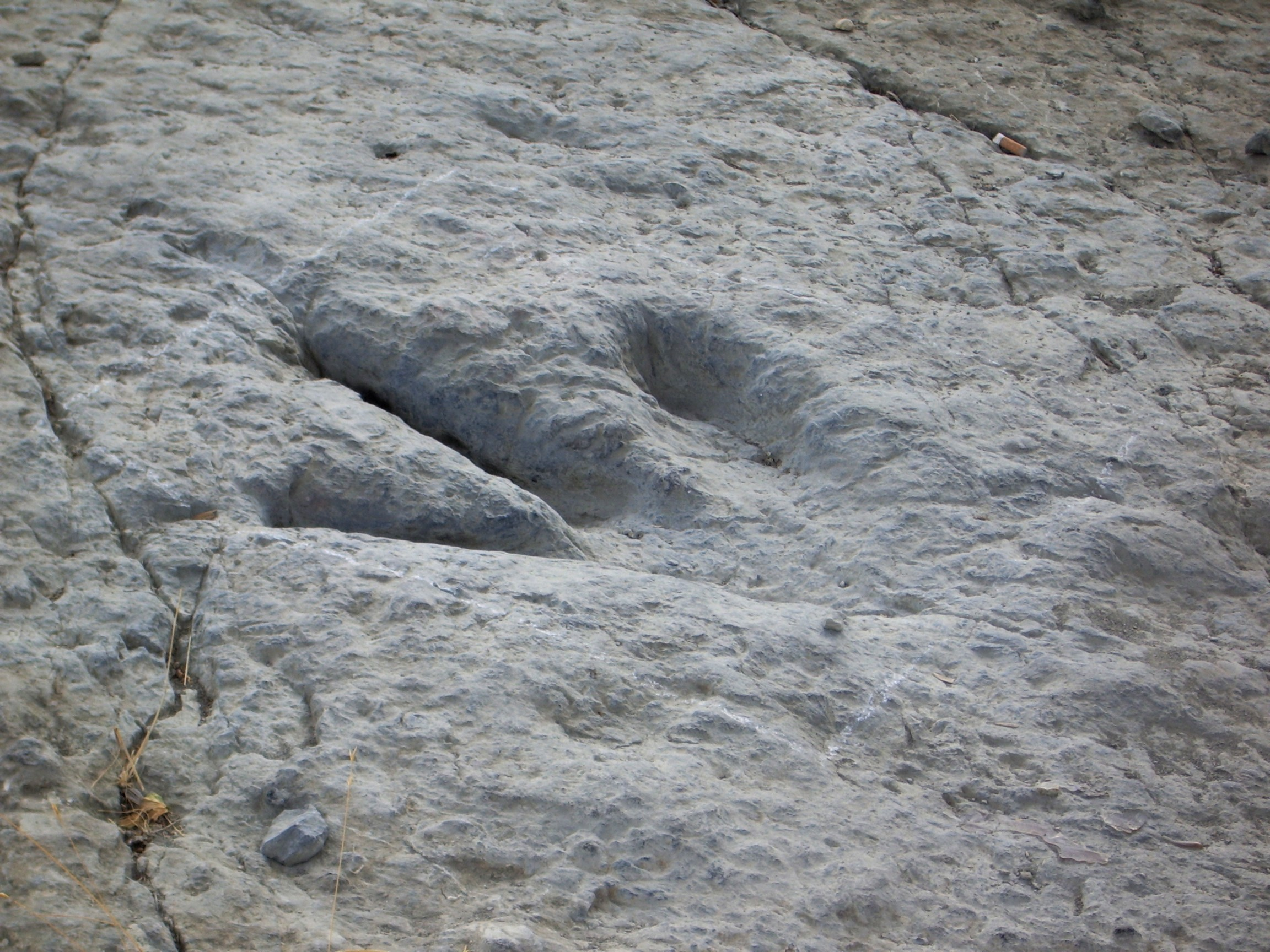
Saurier-Trittsiegel bei Enciso
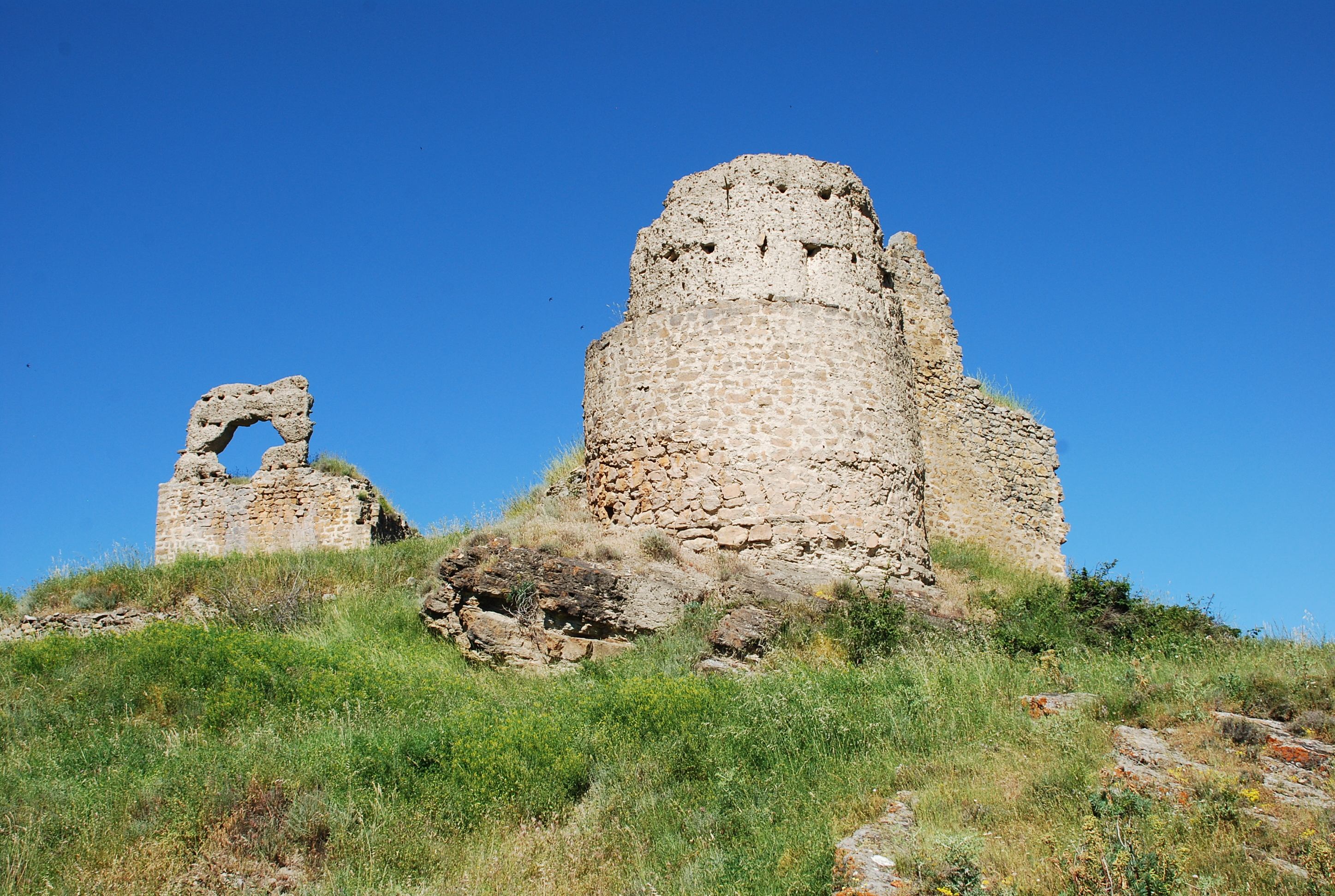
Burgruine
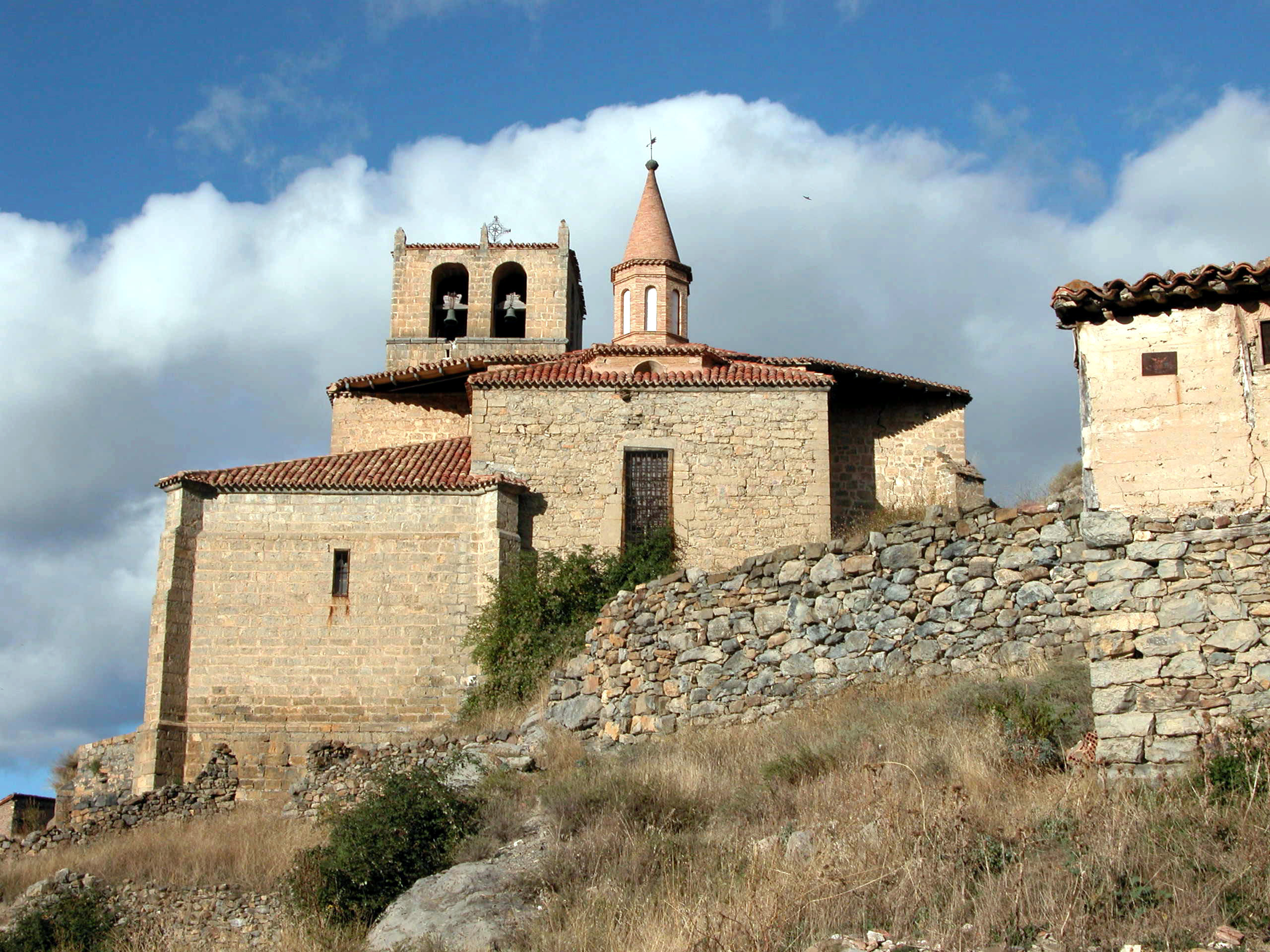
Marienkirche
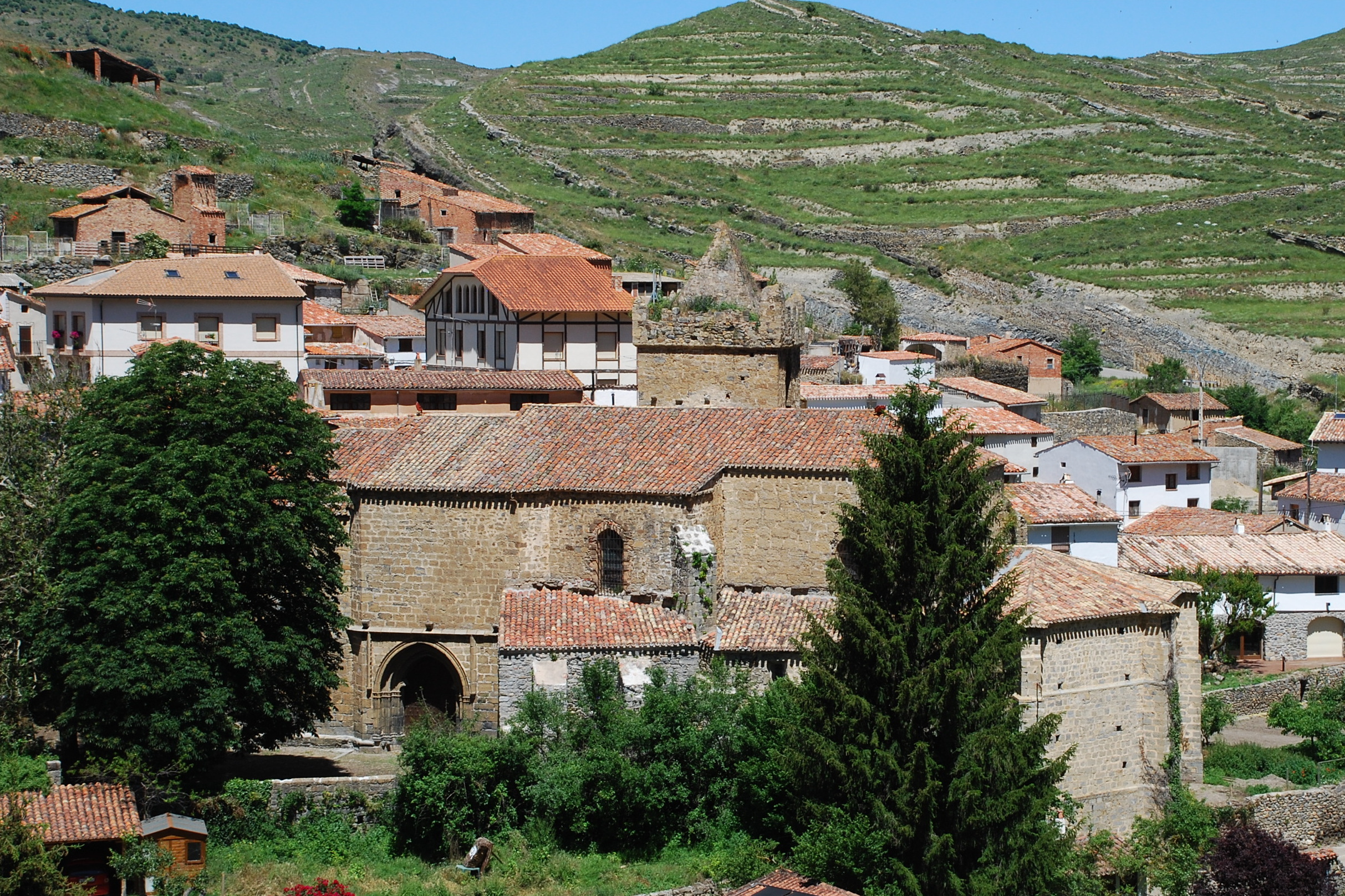
Peterskirche
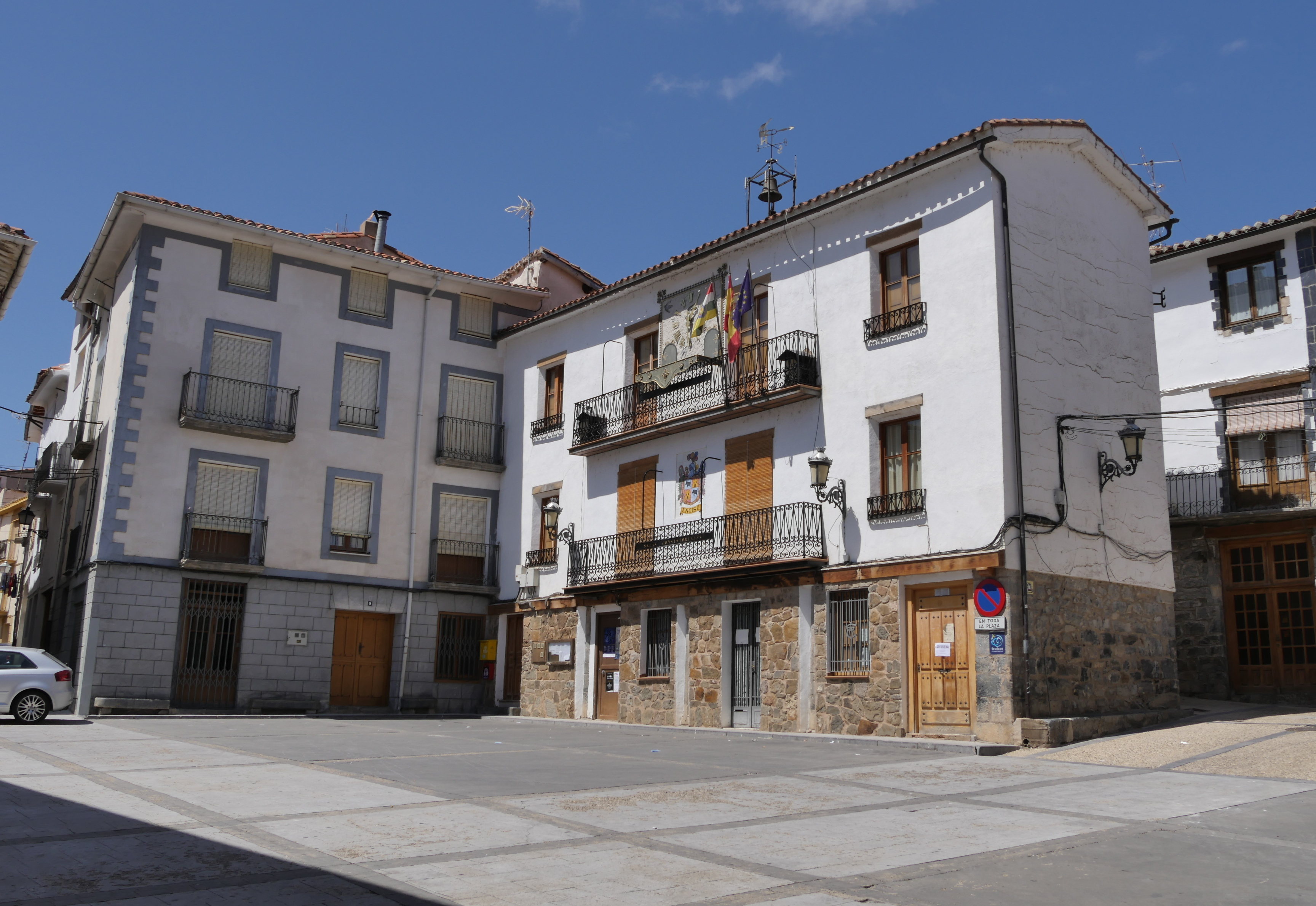
Rathaus am Großen Platz